# Marc Newson
Marc Newson (Sydney, 1963. október 20. –) ausztrál ékszer- és formatervező, szobrász. 2014-ben csatlakozott az Apple-höz, hogy Jonathan Ive-val közösen dolgozzon.

## Szakmai élete, ismertetői
Marc Newson Sydney-ben született, aki ugyanott ékszertervezést és szobrászatot tanult. Mára már a világ egyik legismertebb és a legbefolyásosabb formatervezője. Ékszereknél megszokott pontosság, továbbá kimértség és ösztönös hozzáállás jellemzi munkáját.
Mielőtt barátjához - Jonathan Ive-hoz - csatlakozott volna az Apple-höz, már felső kategóriás formatervezőnek számított. Munkássága során szinte mindent tervezett és ő maga készített, elsősorban korlátozott számú, nagy gonddal elkészített különleges termékeket, mint például órákat, bútorokat az Ikepodnak, autót a Fordnak vagy éppen repülőgépeket nagy nevű légitársaságoknak.

## Marc Newson-idézetek
- "A design a jövőben minden kétségek kizárólag sokkal fontosabb szerepet fog játszani - akár tetszik akár nem."[1]
- "Ami engem illet, a formatervezést meglehetősen öntudatlan, ösztönös módon közelítem meg; ez különösképpen szerencsés, mert így legalább nem kell túl sokat gondolkodnom róla ..."[1]
- "A gépek számunkra olyanok, mint a szerszámok a mesteremberek számára. Mindannyian használunk valamit – hiszen nem fúrhatunk lyukakat az ujjainkkal. Legyen szó egy késről, tűről vagy gépről, szükségünk van valamiféle eszköz segítségére."[2]

## Képtár

### Fontosabb munkái

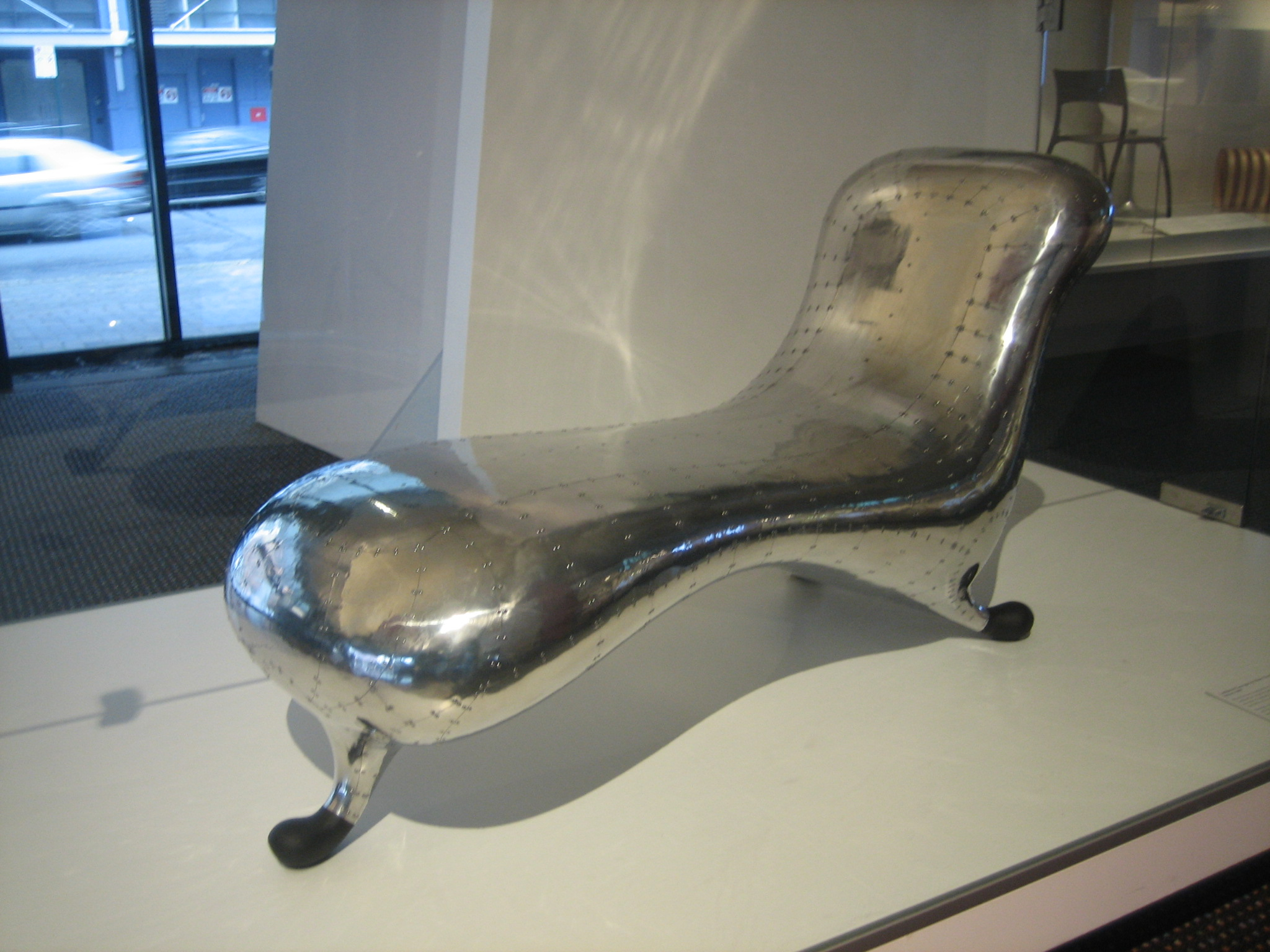
Kézzel készített Lockheed Lounge szék 1986-ból
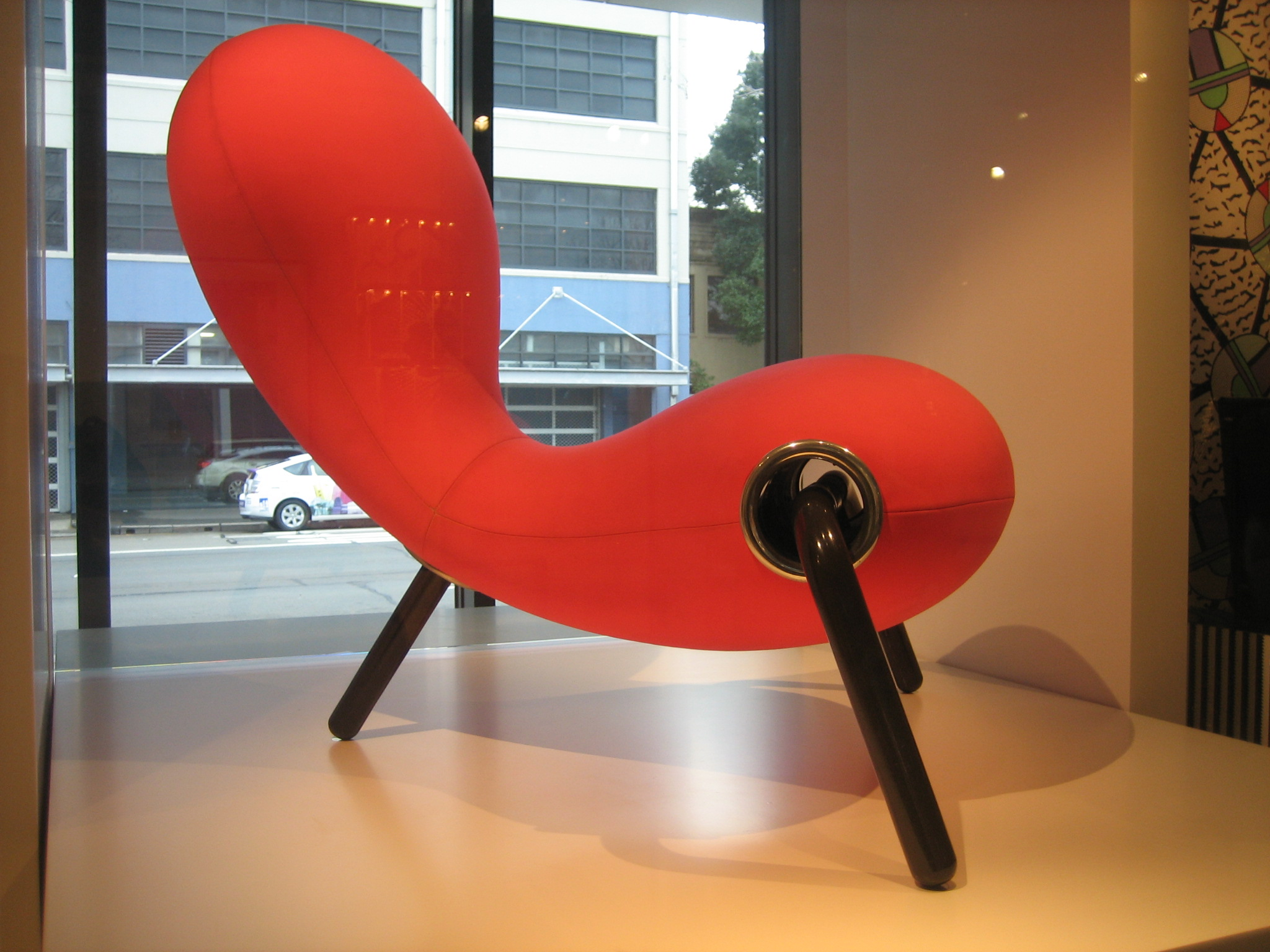
Embryo Szék, 1988-ból az Idee-nak
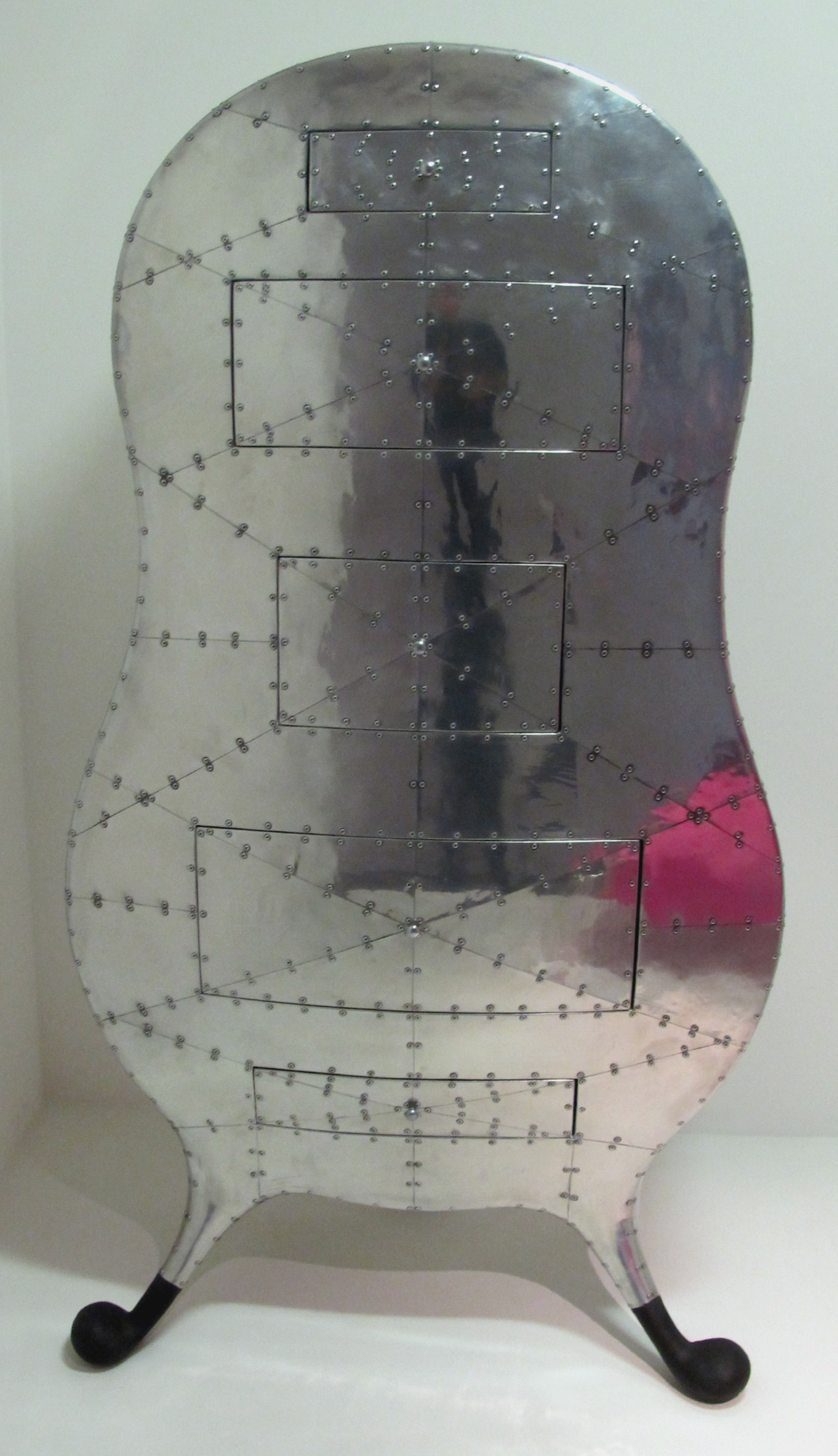
Kézzel készített Pod szekrény 1987-ból
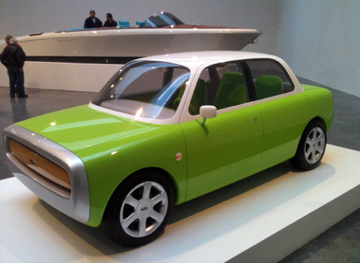
Kísérleti Ford 021C  modell Ford Motor Companynak 1999-ből
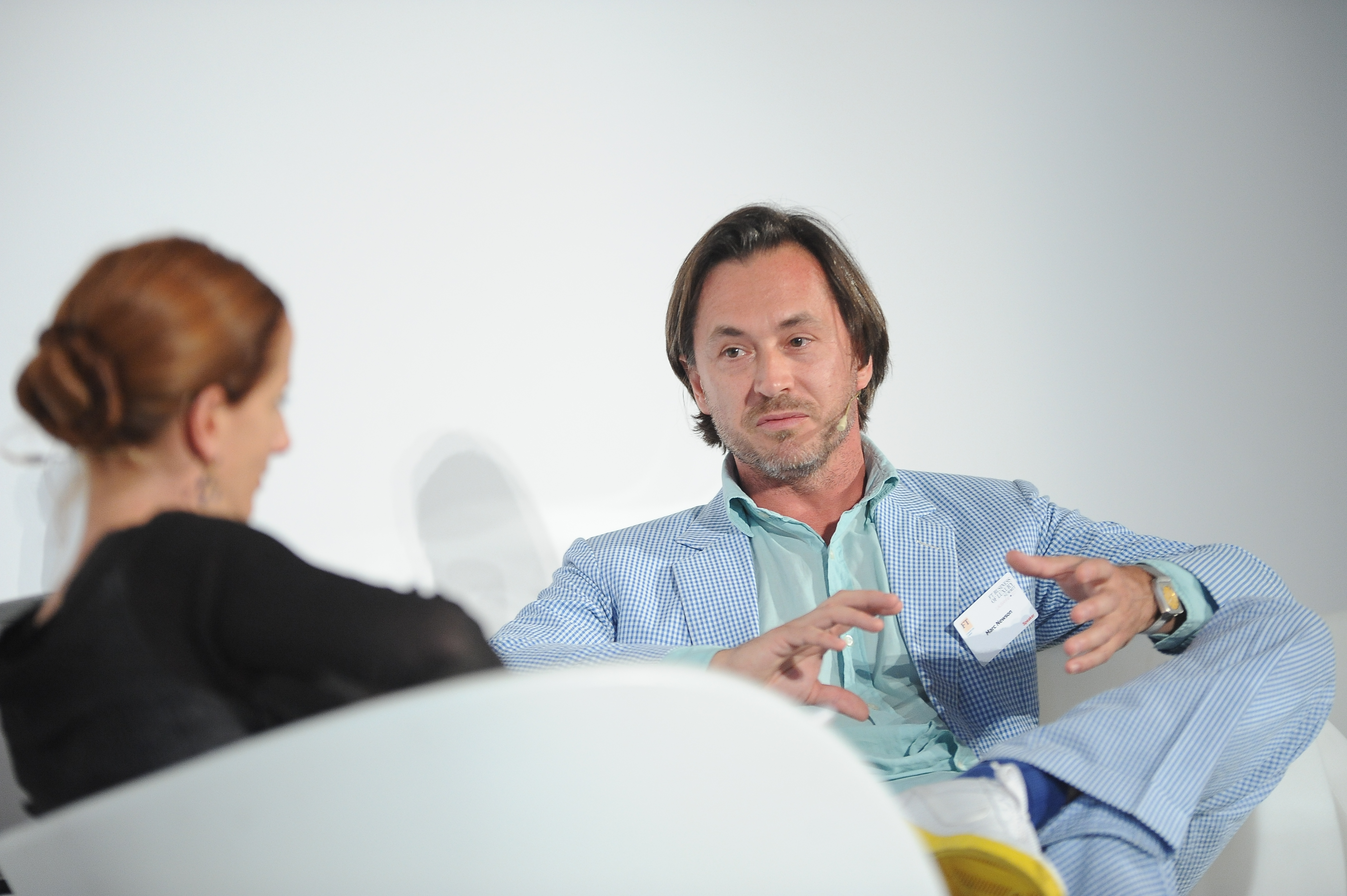
Marc Newson Vanessa Freidmannal